# Puente transbordador

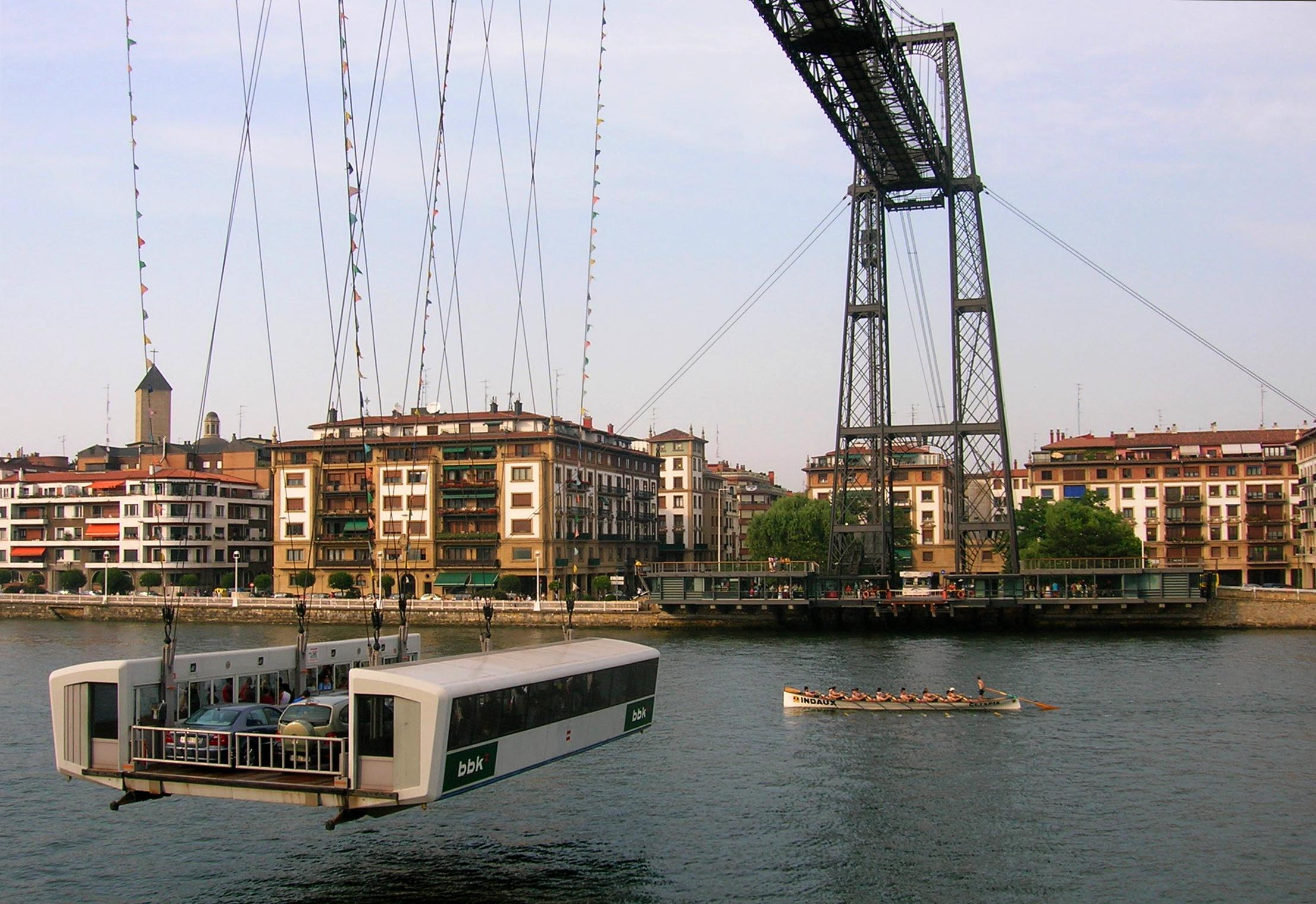
Góndola o trainera del puente de Vizcaya (entre Portugalete y Guecho), España.

Un puente transbordador es un tipo de puente que, para salvar un puerto, canal o río, se auxilia de una góndola o transbordador —en el que entran los vehículos y personas— que se desplaza a no mucha altura del agua desde una orilla a otra suspendido mediante cables de un carrito que se desliza bajo del tablero, este sí muy elevado para dejar libre el paso a los grandes barcos. Era más económico que un puente convencional para un mismo gálibo para el tráfico marítimo. La tracción, controlada por cable desde la orilla, era proporcionada primero por una máquina de vapor y muy pronto por un motor eléctrico. 
El primer puente transbordador del mundo, el puente de Vizcaya (entre Portugalete y Guecho), fue diseñado por el arquitecto e ingeniero español Alberto de Palacio, y la construcción la llevó a cabo junto con el ingeniero francés Ferdinand Arnodin. A ambos se les considera coinventores de este tipo de puentes. El puente aún está en servicio y en 2006 fue incluido en la lista del Patrimonio de la humanidad de la UNESCO.
En todo el mundo se conservan nueve ejemplares de los veinte que se construyeron: en España, el ya citado puente de Vizcaya; tres más, en el Reino Unido (en Newport, Middlesbrough y Warrington; dos en Alemania (entre Osten y Hemmoor y entre Osterrönfeld y Rendsburg); uno en Francia, en Rochefort; y finalmente dos en Argentina, el puente Transbordador Nicolás Avellaneda y el Nuevo Puente Nicolás Avellaneda, ambos ubicados a 50 metro el uno del otro en el barrio porteño de La Boca.

## Historia
El creador del primer puente transbordador (puente de Vizcaya, 1893) fue el ingeniero y arquitecto español Alberto de Palacio, que se asoció con Ferdinand Arnodin para su construcción. 
La idea de un sistema de transbordo es antigua. Ya se puede encontrar la idea en un libro del siglo XVII: 

entre dos grandes mástiles colocados a cada lado de un río, una góndola, una especie de caja suspendida de dos poleas, que permite para ir de una plataforma a otra fija en estos mástiles rodando sobre una cuerda fija en su cumbre. El movimiento fue realizado por los pasajeros tirando de una cuerda.
entre deux grands mâts placés de part et d'autre d'une rivière, une nacelle, sorte de caisse suspendue à deux poulies, permettant d'aller d'une plate-forme à l'autre fixées sur ces mâts en roulant sur une corde fixée à leur sommet. Le déplacement était fait par les passagers en tirant sur une corde.
Machinea Fausi Verentii Sireni

N.N. Forbes, en su libro Transporter Bridges, atribuyó la idea del puente transbordador al ingeniero inglés Charles Smith, director de Hartlepool Ironworks, que lo habría propuesto en 1872 para cruzar el río Tees en Middlesbrough.
Pero el nombre que permanece unido a estas obras es el de Ferdinand Arnodin (1845-1924), ingeniero francés establecido en Châteauneuf-sur-Loire a quien se debe la construcción de 9 de los 18 puentes transbordadores identificados en el mundo, además de muchos puentes colgantes de la segunda generación (finales del siglo XIX, principios del XX), así como numerosas restauraciones y refuerzos de puentes colgantes de la primera generación (de antes de 1850).
Los puentes transbordadores se construyeron donde era necesario dejar libre el paso del tráfico marítimo, en una época en que los grandes y altos veleros aún eran económica y estratégicamente importantes. En Francia, la Marina exigía una altura libre de 50 m sobre el nivel del mar. Este fue la altura bajo el tablero de todos los puentes transbordadores franceses. 
En comparación con un ferry o transbordador, las ventajas de un puente transbordador eran obvias: comodidad, velocidad, seguridad de la travesía, insensibilidad a la marea y a las condiciones climáticas, acostage suave, acceso y salida rápidos. A esto se añadía un costo relativamente moderado y un tiempo de construcción muy corto: 27 meses en Rochefort, solo 19 meses en Marsella.
Después de la Primera Guerra Mundial, rápidamente quedó claro que, a pesar de todas esas ventajas, la capacidad de los puentes transbordadores ya no daba respuesta a un tráfico cada vez más intenso. Los navíos da altos mástiles habían ido desapareciendo, y ya no se construyeron más transbordadores; y ni siquiera se terminó el de Burdeos, cuya construcción se había interrumpido durante la guerra. Solo se conservaron aquellos que realmente se habían adaptado a las condiciones locales. Los otros fueron abandonados o desmantelados. 
Los pocos puentes transbordadores modernos (desde 1930) se han creado solo como una atracción turística o para resolver algunas necesidades industriales muy particulares. 
Un proyecto de nueva generación de puente transbordador, sin embargo, está bajo consideración en Nantes: el retorno a la circulación lenta y la renovación de los conexiones marítimas entre partes de las ciudades de estuario sugieren una nueva vida para este tipo de obras que siempre han marcado fuertemente su entorno (ver el viejo puente transbordador de Nantes).

## Puentes transbordadores todavía en uso

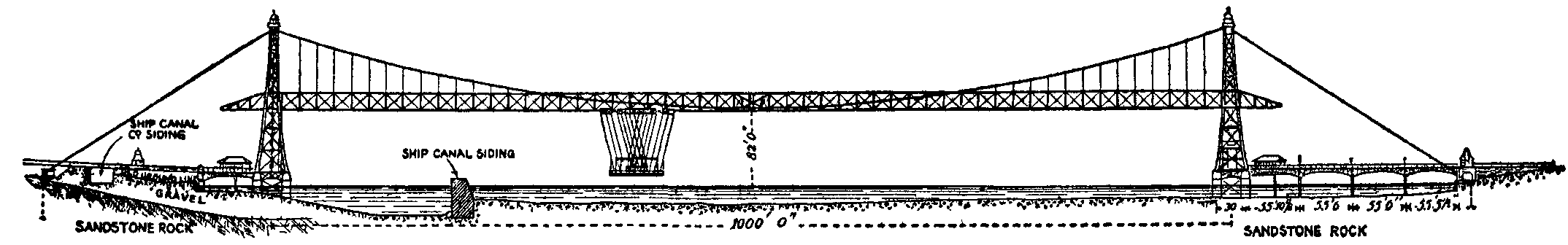
Antiguo puente transbordador de Runcorn-Widnes, Inglaterra

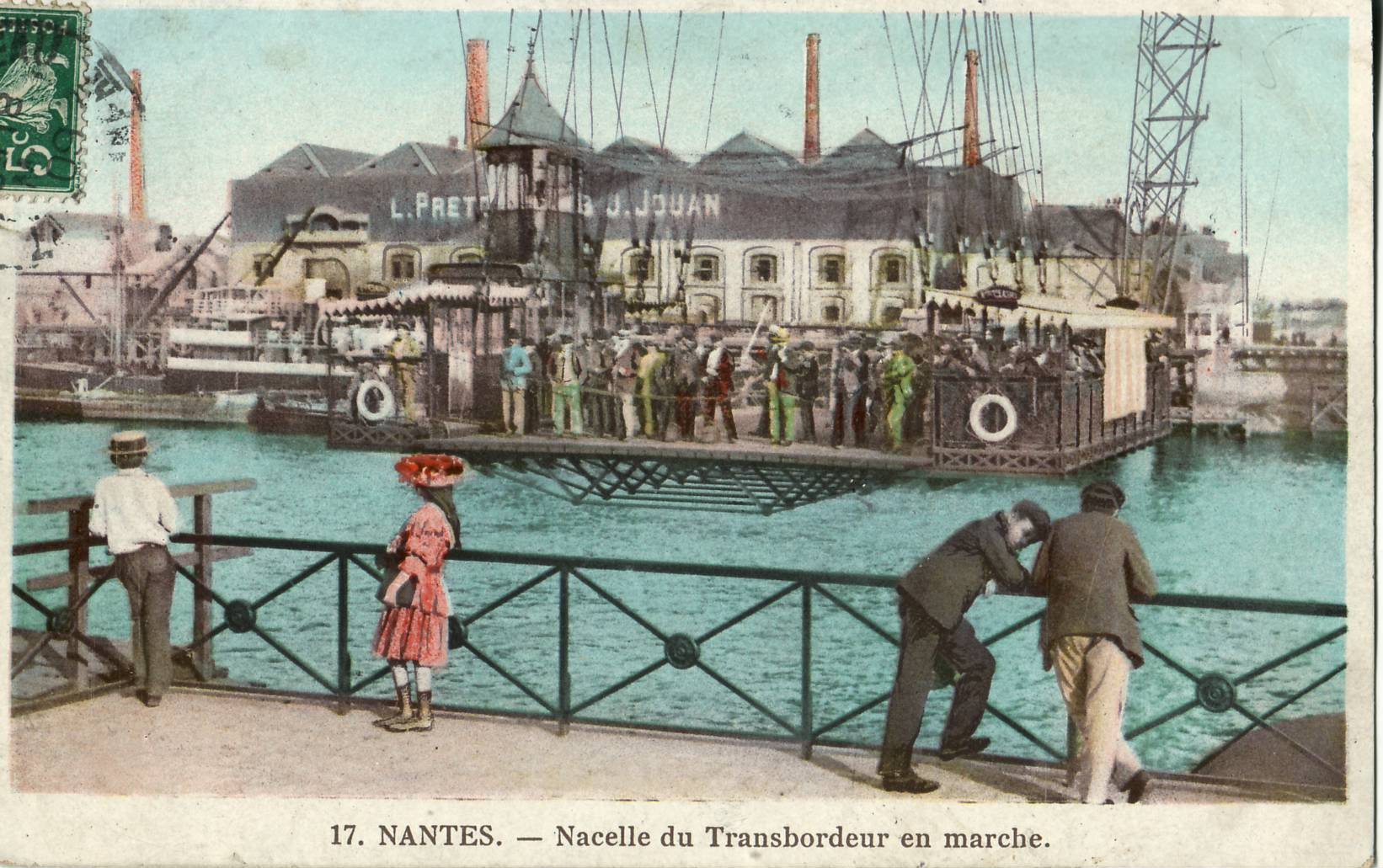
La góndola del transbordador de Nantes

Hoy aun se puede usar el primer puente transbordador construido, el puente de Vizcaya, que conecta Portugalete con Las Arenas en la ría de Bilbao, a la entrada del puerto de Bilbao. Construido en 1893, fue inscrito en la Lista del Patrimonio Mundial de la UNESCO en 2006. El cruce dura poco más de un minuto, y la utilidad del puente está fuera de toda duda, incluso en el contexto actual. 
Los grandes puentes británicos de Newport y de Middlesbrough también proporcionan un servicio diario y no parece estar en peligro su existencia. En Alemania, el de Osten es un «Monumento técnico» cuidosamente conservado, mientras que el de Rendsburg, tan espectacular bajo un gran puente ferroviario, está en servicio regular.
Del mismo modo, el puente francés de Rochefort-Martrou, clasificado como monumento histórico desde 1976, aunque reservado para peatones y bicicletas, ahora se salvaguarda. También está en restauración. 
El de Warrington se mantiene en buenas condiciones y espera días mejores. En Argentina, el antiguo Transbordador Nicolás Avellaneda se encuentra en servicio a partir de septiembre de 2020, luego de una restauración exhaustiva de todos sus componentes originales. El transbordador del adyacente "Nuevo" Puente Nicolás Avellaneda se encuentra operativo aunque no presta servicio regular.
Son estos los ocho puentes transbordadores de la Belle Époque que han sobrevivido, testimonios de una arquitectura del hierro audaz, al igual que otros edificios tan diferentes como la Torre Eiffel o el viaducto de Garabit, la noria del Prater de Viena, la torre metálica de Blackpool o la torre metálica de Fourviere, en Lyon, o el Elevador de Santa Justa de Lisboa.

## Cronología de la construcción de los puentes transbordadores
El sombreado, meramente indicativo, tiene el siguiente significado:
| En servicio | Conservados, fuera de servicio o uso ocasional | En proyecto | Desmontados |

| Imagen | Fecha           | Nombre                                                       | Atraviesa                       | Localización                                  | País            | Longitud (m) | Notas |
|        | 1893            | Puente de Vizcaya                                            | Ría de Bilbao                   | Portugalete                                   | España          | 164          | Puente colgante, (Alberto de Palacio y Ferdinand Arnodin). Tablero y barqueta destruidos en 1937, reconstruidos en 1939. Inscrito en la Lista del patrimonio mundial de la Unesco en 2006. En uso. |
|        | 1894            | Devil's Dyke Transporter Bridge                              |                                 | Devil's Dyke                                  | Reino Unido     | 198          | Demolido, 1909. |
|        | 1898            | Puente de Ruan                                               | Sena                            | Rouen                                         | Francia         | 142          | Puente de Ferdinand Arnodin. Destruido en 1940. |
|        | 1898            | Puente transbordador de Bizerta                              | Puerto                          | Bizerta                                       | Túnez           | 109          | Puente colgante (Ferdinand Arnodin). Desmantelado y reconstruido en Brest en 1909. |
|        | 1900            | Puente transbordador de Rochefort                            | Charente                        | Rochefort                                     | Francia         | 129}}        | Puente colgante (Ferdinand Arnodin). monumento histórico (1976), uso actual reservado para peatones y ciclistas solamente en verano. Puede verse en la película The Young Girls of Rochefort. |
|        | 1903            | Puente transbordador de Nantes                               | Río Loira                       | Nantes                                        | Francia         | 141          | Puente de tirantes y contrapesos, (Ferdinand Arnodin). Desmontado en 1958. |
|        | 1905            | Aerial Lift Bridge (puente de Duluth)                        |                                 | Duluth, Minnesota                             | Estados Unidos  | 120          | Puente de viga en celosía en acero, góndola con suspensión rígida, sobre el puerto (C.A.P. Turner). Convertido en el puente levadizo «Aerial Lift Bridge» en 1929-1930. En uso como tal. |
|        | 1905            | Antiguo Puente transbordador de Marsella (destruido en 1944) | Puerto de Marsella              | Marsella                                      | Francia         | 165          | Puente de tirantes y contrapesos (Ferdinand Arnodin). Destruido en 1944. |
|        | 1905            | Puente transbordador de Runcorn-Widnes                       | Mersey y el Canal de Mánchester | Runcorn-Widnes                                | Reino Unido     | 304          | Puente colgante (Webster y Wood). Desmontado en 1961. |
|        | 1905            | Messrs. Crosfield’s Transporter Bridge                       |                                 | Warrington                                    | Reino Unido     | 76           | Demolido |
|        | 1906            | Puente transbordador de Newport                              | Usk                             | Newport                                       | Reino Unido     | 181          | Puente colgante con añadido de tirante (Ferdinand Arnodin, Imbault y Haynes). El puente [2023] está cerrado por trabajos de restauración y construcción del nuevo centro de visitantes con una reapertura planificada para el verano de 2024. Appears in the film Tiger Bay.                                                                                               |
|        | 1909            | Puente de Osten                                              | Río Oste                        | Osten                                         | Alemania        | 80           | Puente de viga en celosía de acero, góndola de suspensión rígida. Actualmente conservado como Technisches Denkmal («monumento técnico»), uso ocasional como atracción turística. |
|        | 1909            |                                                              | Puerto de Brest                 | Brest                                         | Francia         | 109          | Procedía del traslado del puente de Bizerta. Puente colgante (Ferdinand Arnodin). Servía al arsenal, gravemente dañado en 1944, desmontado en 1947. |
|        | 1910            | Puente transbordador de Burdeos                              | Río Garona                      | Burdeos                                       | Francia         | 400          | (Ferdinand Arnodin). Solo se construyeron los pilares. No terminado, desmontado en 1942. |
|        | 1910            |                                                              | Puerto de Kiel                  | Kiel                                          | Alemania        | 128          | Puente colgante. Desmontado en 1923. |
|        | 1911            | Puente transbordador de Middlesbrough                        | Tees                            | Middlesbrough                                 | Reino Unido     | 177          | Puente de viga en voladizo (G.C. Imbault). Motores reacondicionados en 2010. Todavía en uso, no con vientos fuertes. |
|        | 1913            | Puente transbordador de Rendsburg                            | Canal de Kiel                   | Rendsburg                                     | Alemania        | 140          | Puente de viga en voladizo, único puente combinado de ferrocarril/transportador conocido (F. Voss). En uso. La góndola fue destruida en una colisión con un barco en 2016, pero fue reemplazada por una réplica exacta en 2022. |
|        | 1914            | Puente Transbordador Nicolás Avellaneda                      | Río Matanza-Riachuelo           | Riachuelo, Buenos Aires                       | Argentina       | 77,5         | Puente de viga en celosía de acero, góndola de suspensión rígida. Fuera de servicio desde 1947, restaurado a su estado original en 2018, vuelta al servicio regular en 2020. |
|        | 1914            | Puente transbordador Presidente Sáenz Peña                   | Río Matanza-Riachuelo           | Riachuelo, Buenos Aires                       | Argentina       |              | Puente de viga en celosía de acero. Puente industrial privado, en la prolongación de la calle Garibaldi, desmontado entre 1965 y 1968. |
|        | Febrero de 1915 | Puente transbordador Presidente Urquiza                      | Río Matanza-Riachuelo           | Riachuelo, Buenos Aires                       | Argentina       |              | Pont à poutre en treillis, idéntico al precedente. Puente industrial privado, en la prolongación de la avenida Regimento de Patricios, desmontado entre 1965 y 1968. |
|        | 1915            | Ponte Alexandrino de Alencar                                 | Puerto                          | Río de Janeiro                                | Brasil          | 171          | Puente colgante. Desmontado en 1935. |
|        | 1916            | Puente transbordador de Warrington                           | Mersey                          | Warrington                                    | Reino Unido     | 57           | Puente de vigas en voladizo, góndola de suspensión rígida. Puente industrial privado, bien conservado, pero fuera de servicio. Originalmente para vagones de ferrocarril, reconvertido en 1940 para vehículos de carretera. Catalogado como "monumento antiguo", pero aún en peligro. (Uno de los dos originalmente en este sitio; el otro, de 1905, no sobrevivió).       |
|        | 1933            | Sky Ride                                                     |                                 | Chicago                                       | Estados Unidos  | 564          | Puente de tirantes (Robinson & D.B. Steinman). Construido como una atracción para la Exposición Universal de Chicago (Century of Progress). Desmontado en 1934. |
|        | 1938            | Maarsserbrug                                                 | Canal de Ámsterdam al Rin       | Maarssen                                      | Países Bajos    | 88           | Puente fijo para tráfico regular con pequeño transportador (plataforma industrial) bajo él para usos agrícolas. Suprimido en 1958. |
|        | 1940            | "Nuevo" Puente Nicolás Avellaneda                            | Río Matanza-Riachuelo           | Riachuelo, Buenos Aires                       | Argentina       | 80           | Puente tablero de acero de elevación vertical mediante cables sobre estructura reticulada de acero en bases de hormigón, góndola de suspensión rígida móvil desde el tablero levadizo. Puente en servicio, góndola operativa, pero sin servicio regular. Desde 1960 sólo se utiliza cuando la carretera que pasa por el puente está cerrada por trabajos de mantenimiento. |
|        | 1955            |                                                              | Volga                           | Volgogrado                                    | Rusia           | 874          | Luego desmantelado. Sin imagen conocida, existencia incierta. |
|        | 1998            | Puente peatonal Royal Victoria Dock                          | puerto de Londres               | Londres                                       | Reino Unido     | 128          | Puente de tirantes (Hutchinson, O’Neill, Wells). Puente fijo en servicio. Diseñado para permitir su uso como puente transportador (en proyecto), actualmente solo se utiliza como pasarela de alto nivel. |
|        | 2003            | Erlebnisbrücke (puente recreativo)                           | Niers                           | Mönchengladbach                               | Alemania        | 10           | Pequeño puente transbordador de uso recreativo, con tracción manual. A primera vista, podría considerarse uno de los rígidos teleféricos, pero no parece ser la opción de sus promotores. |
|        | 2010            | Pasarela de Hamrštejn                                        |                                 | Liberec y Chrastava, sobre el Lusatian Neisse | República Checa | 23           | Pequeño puente transbordador con tracción manual. |
|        | ?               | Knoxville Transporter Bridge                                 |                                 | Knoxville (Tennessee)                         | Estados Unidos  |              | Demolido |